# Claudio Morel Rodríguez
Claudio Marcelo Morel Rodríguez (ur. 2 lutego 1978 w Asunción) – paragwajski piłkarz występujący najczęściej na pozycji środkowego lub lewego obrońcy. Od 2012 gra w Independiente.

## Kariera klubowa

### San Lorenzo
Morel Rodríguez jest wychowankiem pierwszoligowego San Lorenzo, z którym zdobył mistrzostwo Argentyny w sezonie Clausura 2001. Pomógł też zespołowi wywalczyć Copa Mercosur, w którego finale piłkarze San Lorenzo pokonali brazylijskie CR Flamengo. Ze stołecznym klubem wywalczył również tytuł zdobywcy Copa Sudamericana w 2002 roku.
Swoją pierwszą bramkę w San Lorenzo de Almagro zdobył 5 października 2002 w spotkaniu z Newell's Old Boys (2:1). Dołożył kolejne trafienie 2 maja 2003 również przeciwko Newell's Old Boys (1:2).

### Boca Juniors
W 2004 roku 26-letni wówczas Paragwajczyk przeniósł się do jednego z najbardziej utytułowanych klubów w Argentynie - Boca Juniors. W barwach nowego zespołu wystąpił po raz pierwszy 15 sierpnia 2004 roku w spotkaniu z Lanús (0:0). Pierwsze trofeum z Boca wywalczył w grudniu 2004 - po raz drugi w karierze zdobył wtedy Copa Sudamericana. Doszedł do finału Klubowego Pucharu Świata 2007, w którym jednak argentyński zespół przegrał 2:4 z Milanem. Paragwajski obrońca miał również wielki udział w licznych pozostałych sukcesach klubu.
Gola numer jeden w Boca Juniors strzelił 10 lutego 2007 przeciwko Banfield.
Claudio Morel Rodríguez zajął drugie miejsce w plebiscycie na najlepszego piłkarza Ameryki Południowej w 2007 roku (triumfował wtedy Salvador Cabañas). W tym samym roku wybrano go do najlepszej jedenastki tegoż kontynentu. W grudniu 2008 został wybrany przez prasę na Piłkarza Roku w Paragwaju.

### Deportivo La Coruña
Latem 2010 32-letni Paragwajczyk na zasadzie wolnego transferu zasilił Deportivo La Coruña. Grał tam do 2012 roku. Wtedy też przeszedł do Independiente.

## Kariera reprezentacyjna
Zawodnik zadebiutował w reprezentacji Paragwaju w 1999 roku. Brał udział w Copa América 2007 i kwalifikacjach do MŚ 2002 i MŚ 2010.

## Osiągnięcia
- San Lorenzo
  - Zdobywca Copa Mercosur: 2001
  - Mistrz Argentyny: Clausura 2001
  - Zdobywca Copa Sudamericana: 2002
- Boca Juniors
  - Zdobywca Copa Sudamericana: 2004, 2005
  - Zdobywca Recopa Sudamericana: 2005, 2006, 2008
  - Mistrz Argentyny: Apertura 2005, Clausura 2006, Apertura 2008
  - Zdobywca Copa Libertadores: 2007
- Indywidualne
  - Piłkarz roku w Paragwaju: 2008